# ۲۵ صفر
۲۵ صفر، بیست و پنجمین روز از ماه صفر در تقویم هجری قمری است.
در تقویم هجری قمری قراردادی این روز پنجاه و پنجمین روز سال است.

## درگذشتگان
- ۷۱۱ - فاطمه بطایحی، محدث شامی.